# Oligobunis
Oligobunis es un género extinto de mamífero mustélido, que vivió durante el Mioceno en América del Norte hace entre 20,43-15,97 millones de años aproximadamente.
El género fue descrito por primera vez por E. D. Cope en 1881. Cope asignó el género a la familia Mustelidae, y J. A. Baskin lo asignó a la subfamilia Oligobuninae en 1998. El género contiene dos especies : O. crassivultus y O. floridanus. Era una tipo de tejón de tamaño medio, que llenó el nicho de pequeños gatos durante el Mioceno medio. Se han descubierto fósiles en Florida, Nebraska y Oregón.